# Atelodesmis vestita
Atelodesmis vestita är en skalbaggsart som beskrevs av Jean Baptiste Lucien Buquet 1857. Atelodesmis vestita ingår i släktet Atelodesmis och familjen långhorningar. Inga underarter finns listade.